# Цзян Тинфу
Цзян Тинфу́ (кит. упр. 蔣廷黻, пиньинь Jiǎng Tíngfú, 7 декабря 1895 — 9 октября 1965) — дипломат, учёный и журналист времен Китайской республики. В связи с тем, что в соответствии с принятой тогда латинской транскрипцией китайского языка в англоязычных текстах он писался как Tsiang Tingfu, он часто подписывался как T.F. Tsiang.

## Биография

### Обучение и преподавание
Происходил из семьи мелкого землевладельца и хозяина магазина. Родился в уезде Шаоян (месте размещения властей Баоцинской управы провинции Хунань). В 1900 году учился у частного учителя. В 1901 году поступил в начальную школу, где учился конфуцианской классике. Тогда же потерял мать, занималась маленьким Тинфу его мачеха.
В 1905 году поступил в среднюю школу в Чанша, в 1906-1911 годах учился в американской миссионерской школе в Сянтане, где изучал английский язык. В 1911 году принял христианство. В 1912 году переезжает в г. Сан-Франциско, США, где сначала учился за свой счет в колледже, однако его средств хватило всего на один год. Тогда он написал провинциальном правительства Хунани письмо с просьбой о помощи. Просьба его была удовлетворена, и он закончил Парк-колледж (штат Миссури) в 1914 году. Осенью этого же года Цзян поступил в Оберлен-колледжа (штат Огайо), который окончил в 1918 году. Затем переехал во Францию, где служил секретарем организации Христианского союза молодых людей в рабочем батальоне, прикрепленном к французской армии.
В 1919 году он вернулся в США, где поступил в Колумбийский университет. Здесь написал диссертацию из области британской политической истории под названием «Труд и империя». Во время учебы возглавлял клуб китайских студентов и издавал ежемесячник «Китайский студент». В 1923 году он защитил диссертацию и получил ученую степень доктора философии Колумбийского университета.
В 1923 году вернулся в Китай, где устроился преподавателем истории дипломатии Нанкайского университета в г. Таньцзин. В 1929 году принял приглашение перейти в университет Цзинхуа в Пекине на должность декана исторического факультета и одновременно преподавателя истории дипломатии. Здесь он получил доступ к Императорскому архиву. Все это способствовало написанию научных трудов. Цзяну удалось создать один из лучших исторических факультетов в Китае, где работали ведущие ученые, в частности Чен Инко и Лей Хайцзун. Впервые в истории китайского образования, он сократил нагрузка на штатных преподавателей, чтобы профессора могли посвящать больше времени своим исследованиям.
В 1932 году стал соиздателем политического еженедельника «Независимый обзор», где печатались статьи, касающиеся отношений Китая с соседними странами. Значительное место отводилось отношениям с Японией, которая в 1931 году захватила Маньчжурию. Цянь Тинфу выступал против военного противостояния с агрессором, считая победу невозможной. Летом Цзян Тинфу встречался с правителем Китая Чан Кайши, обсудив внешние и внутренние вопросы. Цзян заявил Чан Кайши, что выступает против объединения Китая военной силой, также выразил негативное отношение к ведению полномасштабной войны с Японией.

### Дипломатическая служба
В том же году Чан Кайши попросил его поехать как своего личного представителя, чтобы оценить возможности получения поддержки Советского Союза в борьбе с Японией. Цзян согласился выполнить эту просьбу как частное лицо. В Москве он объяснил представителям правительства Советского Союза, что национальное правительство Китая надеется получить поддержку СССР против Японии, но отметил, что внутренняя политика национального правительства Китая будет оставаться в оппозиции к коммунистам. Зато сумел получить заявления, что СССР считает единственным лидером Китая Чан Кайши.
После 3 месяцев пребывания в Москве Цзян Тинфу поехал в Западную Европу. Он опубликовал свои впечатления о странах, которые он посещал, в «Независимом обозрении». После возвращения на родину в 1935 году он подытожил свои наблюдения в статье, опубликованной 30 сентября 1935 года. Цзян описал конфликт идеологий в Европе, а также выразил мнение о том, что западные демократии сильнее материально и духовно, чем фашизм или коммунизм.
В 1935 году перебирается в Нанкин (тогдашнюю столицу), где получил должность директора политического департамента. В октябре 1936 года Цзян был назначен послом в Советский Союз. Ожидалось, что Советский Союз придет на помощь Китаю в случае войны с Японией. Впрочем Цзян Тинфу быстро понял, что СССР не намерен существенно помогать Чан Кайши.
В декабре 1936 года Чан Кайши был арестован в Сиане генералом Чжан Сюэляном. В Москве газета «Правда» опубликовала статью, в которой утверждалось, что только Чан имел престиж и авторитет для руководства объединенным Китаем против Японии, а арест Чан Кайши спровоцирован прояпонскими политиками во главе с Ван Цзинвэем. Советский посол в Китае Богомолов, находившийся в то время в Москве для проведения консультаций, вызвал Цзян Тинфу и просил его передать статью из «Правды» Национальному правительству в Китае. Цзян выполнил поручение, но «потерял» часть статьи, которая касалась Ван Цзинвэя, который тогда был одним из ведущих политических лидеров страны. Он опасался, что публикация в Китае может создать сложности для национального правительства в условиях кризиса. Чан Кайши был освобожден в Сиане 25 декабря 1936 года.
В дальнейшем участвовал в подготовке договора о ненападении между Китаем и Советским Союзом, который был подписан 21 августа 1937 года. В сентябре при участии Цзян Тинфу было заключено соглашение о сотрудничестве между Национальным правительством и коммунистами в Китае. На Цзяна была возложена ответственность по поиску помощи Китая. Вскоре после этого генерал Ян Чен был направлен в Москву для организации закупок советского оружия и оборудования. Ян сообщил, что участие СССР будет незначительным. Цзян был обвинен в дезинформации и в 1936 году отозван из Москвы.

### Государственная служба
В 1938 году вместе с правительством перебирается в г.Чунцин, где снова возглавил политический департамент. В начале 1940 года он заведовал перемещением служащих и госпиталей в более отдаленные районы Китая, подальше от японских бомбардировок. В том же году он был назначен ответственным за подготовку и координацию национального бюджета.
В начале 1942 года Цзян Тинфу был вовлечен в приготовления для послевоенных преобразований и представлял Китай на совещаниях ООН в США (Атлантик-Сити, 1943 год), Канаде (Монреаль, 1944 год), Великобритания (Лондон, 1945 год). В 1945 году он был назначен генеральным директором Китайского национального управления общественной помощи и восстановления. В 1946 году ушел с этой должности по причине политических разногласий. После этого намеревался занять пост губернатора провинции Хунань. Впрочем потерпел неудачу.

### Возвращение к дипломатии
В 1946 году получил временное назначение как представитель Китая на совещаниях экономической комиссии ООН для Азии и Дальнего Востока, которые проходили в Шанхае. Летом 1947 года Цзяну была дана инструкция представлять Китай в Совете Безопасности ООН в связи с отсутствием постоянного представителя — Го Тайци. В сентябре он был одним из делегатов на совещание Генеральной Ассамблеи. После назначения Ку Тайчжи послом в Бразилии Цзян стал постоянным представителем Китая в ООН.
После образования Народного правительства КНР в октябре 1949 году позиция Цзян Тинфу в ООН значительно усложнилась. Его право представлять Китай в международной организации было подвергнуто сомнению 10 января 1950 года на совещании Совета Безопасности, когда советский представитель Яков Малик потребовал немедленно удалить его из зала. Цзян Тинфу встретил вызов представителя Советского Союза с достоинством. Когда же Совет Безопасности отвергла требования советского представителя, Малик покинул заседание. Его уход означал начало семимесячного бойкота Советским Союзом органов ООН. Но вопрос китайского представительства в ООН оставалось самой сложной проблемой на сессиях Генеральной Ассамблеи. Цзян Тинфу прилагал все усилия, чтобы сохранить свою позицию, доказывая, что Чан Кайши является единственным законным главой Китая, избранным народом на основе конституции.
В ноябре 1961 года назначен китайским послом в США. Он занимал эту должность до апреля 1963 года. Затем он вернулся в Нью-Йорке, где он был госпитализирован. Здесь он и скончался 9 октября 1965 года.

## Творчество
В его активе сборник основных документов по дипломатической истории современного Китая, из которых успел опубликовать 2 тома (период 1930-1934 годов), а 3-й остался неизданным. В 1938 году составил большой обзор положения Китая в современном мире. Цзян также является автором многочисленных статей по дипломатической истории Китая. Наиболее значимые являются «Последние триста лет северо-восточной иностранной агрессии» (1932 год) и «Национальная доктрина о семье Конг». Не успел завершить свои мемуары.